# Якубаускене, Мария
Мария Якубаускене (лит. Marija Jakubauskienė; род. 2 мая 1978, Вильнюс) — литовский политический и государственный деятель, министр здравоохранения (с 2024).

## Биография
Родилась 2 мая 1978 года а Вильнюсе, Литовская ССР, СССР.
Окончила Вильнюсский университет, где получила степень магистра в области общественного здравоохранения, а затем защитила докторскую диссертацию по биомедицине. В 2019 году он также получила степень магистра в области предпринимательства.
В ранние годы своей политической карьеры она работала в городской администрации Вильнюса, а также преподавала на медицинском факультете своего родного университета. В 2020 году она была назначена главой секции общественного психического здоровья Европейской ассоциации общественного здравоохранения.
12 декабря 2024 года она получила портфель министра здравоохранения при формировании правительства Гинтаутаса Палуцкаса. После отставки кабинета министров 4 августа 2025 года стала исполнять обязанности главы ведомства до назначения нового правительства.